# 武蔵川部屋

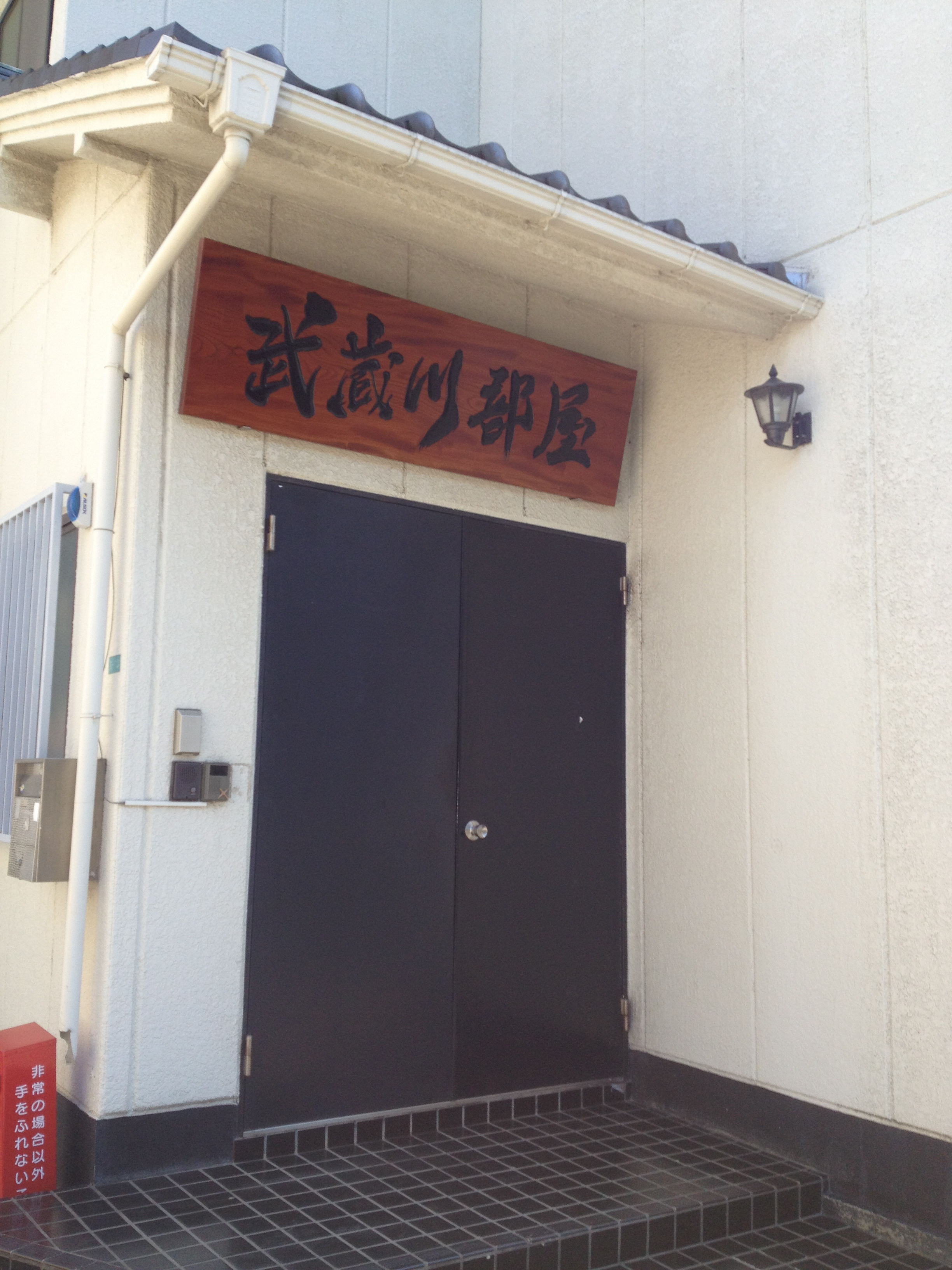
武蔵川部屋

武蔵川部屋（むさしがわべや）は、日本相撲協会に所属している出羽海一門の相撲部屋。

## 歴史
2003年11月場所中に現役を引退して、以降は旧武蔵川部屋（2010年以降は藤島部屋）付き親方となっていた15代武蔵川（第67代横綱・武蔵丸）が、2013年4月1日に力士2人と床山1人を連れて藤島部屋から分家独立する形で武蔵川部屋を再興した。部屋の施設は2012年12月に閉鎖された中村部屋の建物を借り受けている。
2013年8月29日には17代雷（元小結・垣添）が藤島部屋から移籍して部屋付き親方となったが、2020年9月28日に入間川部屋へ再転籍した。
また九州場所の際に使用する宿舎は中間市にあり、宿舎の誘致は市長を3期務めた松下俊男が発起した。名古屋場所での宿舎は名古屋市中区大須の萬松寺である。

## 所在地
- 東京都江戸川区中央4-1-10
- JR総武線新小岩駅徒歩10分

## 師匠
- 15代：武蔵川光偉（むさしがわ みつひで、第67代横綱・武蔵丸、米国ハワイ）

## 旧・武蔵川部屋

### 12代時代
- 1931年に12代武蔵川（元幕下・鴨緑江）が当時の中川部屋の師匠である7代中川（元幕内・鬼鹿毛）が亡くなった後に、残された弟子たちを引き取る形で武蔵川部屋を創設した。三熊山が幕内に昇進したものの、1933年に12代武蔵川は武蔵川部屋を閉鎖し、三熊山を含めた弟子は鏡山部屋へ移籍した。

### 14代時代
- 14代武蔵川（元横綱・三重ノ海）が、1981年8月に5人の弟子を率いて、出羽海部屋から分家独立する形で武蔵川部屋を創設した。2010年9月30日に14代武蔵川は部屋の師匠の座を部屋付き親方である18代藤島（元大関・武双山）へ継承。継承の際年寄名跡は交換しなかったため、武蔵川部屋は藤島部屋へ名称を変更した。